# Google Station
Google Station fue un servicio de Google que permitía a los socios implementar puntos de acceso Wi-Fi en lugares públicos al proporcionar software y asesoramiento sobre hardware para convertir las conexiones de fibra en Wi-Fi. Solo se implementó en India e Indonesia, pero en marzo de 2018, el servicio se lanzó en México en todos los lugares. En febrero de 2020, Google anunció que el servicio se suspendería. El servicio se desconectó el 30 de septiembre de 2020. RailTel se hizo cargo del servicio en India y continúa ofreciendo Wi-Fi gratis en las estaciones de tren.

## Descripción general
Google Station busca proporcionar "Wi-Fi rápido para todos". También destaca que los datos estarán "seguros y protegidos" en la red de Google. Como prevé expandir la oferta, los socios potenciales incluyen "grandes lugares y organizaciones, operadores de red , proveedores de fibra , integradores de sistemas y empresas de infraestructura". Las ventajas de Google Station incluyen ser una solución simple y fácil de usar (tanto para los usuarios como para los socios) que también ofrece oportunidades de monetización a través de la publicidad (Google Station se llama a sí misma "Una plataforma publicitaria, respaldada por una publicidad de clase mundial equipo de ventas y red").

## Historia
El programa se anunció por primera vez en septiembre de 2015, cuando el primer ministro indio, Narendra Modi, visitó la sede de Google en Mountain View, California. El director ejecutivo de Google, Sundar Pichai, detalló aún más el plan en una publicación de blog en el blog oficial de Google, y señaló que sería el "proyecto de Wi-Fi público más grande de la India, y uno de los más grandes del mundo, por número de usuarios potenciales".
En enero de 2016, Google lanzó el programa en la estación central de trenes de Mumbai en India en asociación con Indian Railways y RailTel, una empresa de propiedad estatal, proporciona servicios de Internet como RailWire a través de su extensa red de fibra junto a muchas de estas líneas ferroviarias. En septiembre de 2016, el proyecto fue bautizado como "Google Station". En diciembre de 2016, Google anunció que había implementado Google Station en la estación de tren número 100 de la India.
Google anunció que llevaría Google Station a Indonesia en asociación con FiberStar y CBN, dos compañías de telecomunicaciones indonesias que planean implementar puntos de acceso Wi-Fi en cientos de lugares en las islas de Java y Bali durante el próximo año.
En enero de 2018, NDTV informó que Google había comenzado a probar un modelo pago de Google Station, que está programado para llegar a 400 estaciones de tren en 2018. Más tarde ese mes, Google anunció que por primera vez Google Station proyectaba se había expandido más allá de las estaciones de tren con el lanzamiento de 150 hotspots en Pune . Trabajó con Larsen & Toubro, la empresa de ingeniería y construcción más grande de India, y el proyecto es parte de Smart City Pune, una parte de la Smart Cities Mission de India.
En marzo de 2018 anunció la expansión a México, en asociación con la red SitWifi existente.
En julio de 2018, en el evento "Google para Nigeria", se lanzó la estación de Google en Lagos con la promesa de expandirse a 200 ubicaciones en 5 ciudades del país para 2019.
En febrero de 2019, se lanzó Google Station en Filipinas, en asociación con Smart.
En junio de 2019, Google Station se puso a disposición en la ciudad de São Paulo, Brasil, con la expansión prevista a otras ciudades brasileñas. El programa en Brasil involucra a America Net y Linktel como socios e Itaú como patrocinador.
En noviembre de 2019, se lanzó Google Station en 125 ubicaciones de Ciudad del Cabo, Sudáfrica, en asociación con Think WiFi.
En febrero de 2020, Google anunció que el servicio se suspendería, diciendo que "ya no era necesario" y que "se había vuelto difícil para Google encontrar un modelo de negocio sostenible para escalar el programa". El servicio se desconectó el 30 de septiembre de 2020. En India, RailTel se hizo cargo del servicio y continúa ofreciendo Wi-Fi gratis sin la marca de Google.